# Flying Fish Cove
Flying Fish Cove (in italiano Baia del Pesce Volante) è una città australiana, l'insediamento principale dell'Isola di Natale. Molte mappe lo chiamano semplicemente The Settlement (in italiano L'Insediamento). Fu la prima comunità britannica sull'isola, istituita nel 1888. 
Circa un terzo della popolazione totale dell'isola vive a Flying Fish Cove. Si trova nella regione nord-orientale dell'isola, c'è un piccolo porto che serve i turisti con barche a vela e un campo di aviazione alcuni chilometri a sud-est del paese.